# Manhattan Cocktail
Manhattan Cocktail is een Amerikaanse dramafilm uit 1928 onder regie van Dorothy Arzner.

## Verhaal
Babs Clark en Bob Marky dromen van een carrière op Broadway. Na hun middelbare school trekken ze naar New York. Bob maakt kennis met de vrouw van theaterproducent Boris Renov. Zij heeft een oogje op Bob en geeft hem een rol in een voorstelling van haar echtgenoot. Renov ontslaat Bob uit jaloezie. Als hij Babs leert kennen, geeft hij haar een rol in zijn voorstelling. Op het ogenblik dat haar liefje op bezoek komt, schenkt de vrouw van Renov hem al haar aandacht. Ze doet alsof ze geïnteresseerd is in een van zijn toneelstukken. 

## Rolverdeling
| Acteur         | Personage     |
| -------------- | ------------- |
| Nancy Carroll  | Babs Clark    |
| Richard Arlen  | Fred Tilden   |
| Danny O'Shea   | Bob Marky     |
| Paul Lukas     | Boris Renov   |
| Lilyan Tashman | Mevrouw Renov |